# ديمتري تاراسوف
ديمتري تاراسوف (بالروسية: Дмитрий Алексеевич Тарасов)‏ (18 مارس 1987 في روسيا - ) هو لاعب كرة قدم روسي في مركز الوسط. شارك مع منتخب روسيا تحت 21 سنة لكرة القدم ومنتخب روسيا لكرة القدم. أما مع النوادي، فقد لعب مع أف سي موسكو وتوم تومسك وسبارتاك موسكو ولوكوموتيف موسكو.

## وصلات خارجية
- ديمتري تاراسوف على موقع الاتحاد الدولي (مؤرشف)  (الإنجليزية)
- ديمتري تاراسوف على موقع قاعدة بيانات كرة القدم.إي يو (الإنجليزية)
- ديمتري تاراسوف على موقع ناشيونال فوتبول تيمز (الإنجليزية)
- ديمتري تاراسوف على موقع Soccerway.com (الإنجليزية)
- ديمتري تاراسوف على موقع AS.com (الإسبانية)